# Johan Frederik van Salm-Dhaun
Johan Frederik van Salm-Dhaun (Hochstetten-Dhaun, 24 juli 1724 - 27 januari 1750) was graaf van het Wild- en Rijngraafschap Salm-Dhaun van 1748 tot zijn overlijden in januari 1750. Hij was de zoon van Walraad van Salm-Dhaun, de broer van graaf Karel en Dorothea van Nassau-Ottweiler.
Hij trouwde op 25 oktober 1747 in Grumbach met Carolina Frederica van Salm-Grumbach, de dochter van Karel Walraad Willem van Salm-Grumbach en Juliana Fransisca van Prösing. Samen kregen zij één zoon: 
- Karel Leopold Lodewijk (1748)